# 王家梁站
王家梁站（維吾爾語：ۋاڭجيالياڭ بېكىتى‎，拉丁维文：Wangjyalyang békiti）是乌鲁木齐地铁1号线的地铁车站，位于中国新疆维吾尔自治区乌鲁木齐市水磨沟区昆仑路与昆仑路北二巷交叉口，于2019年6月28日开通。

## 车站结构

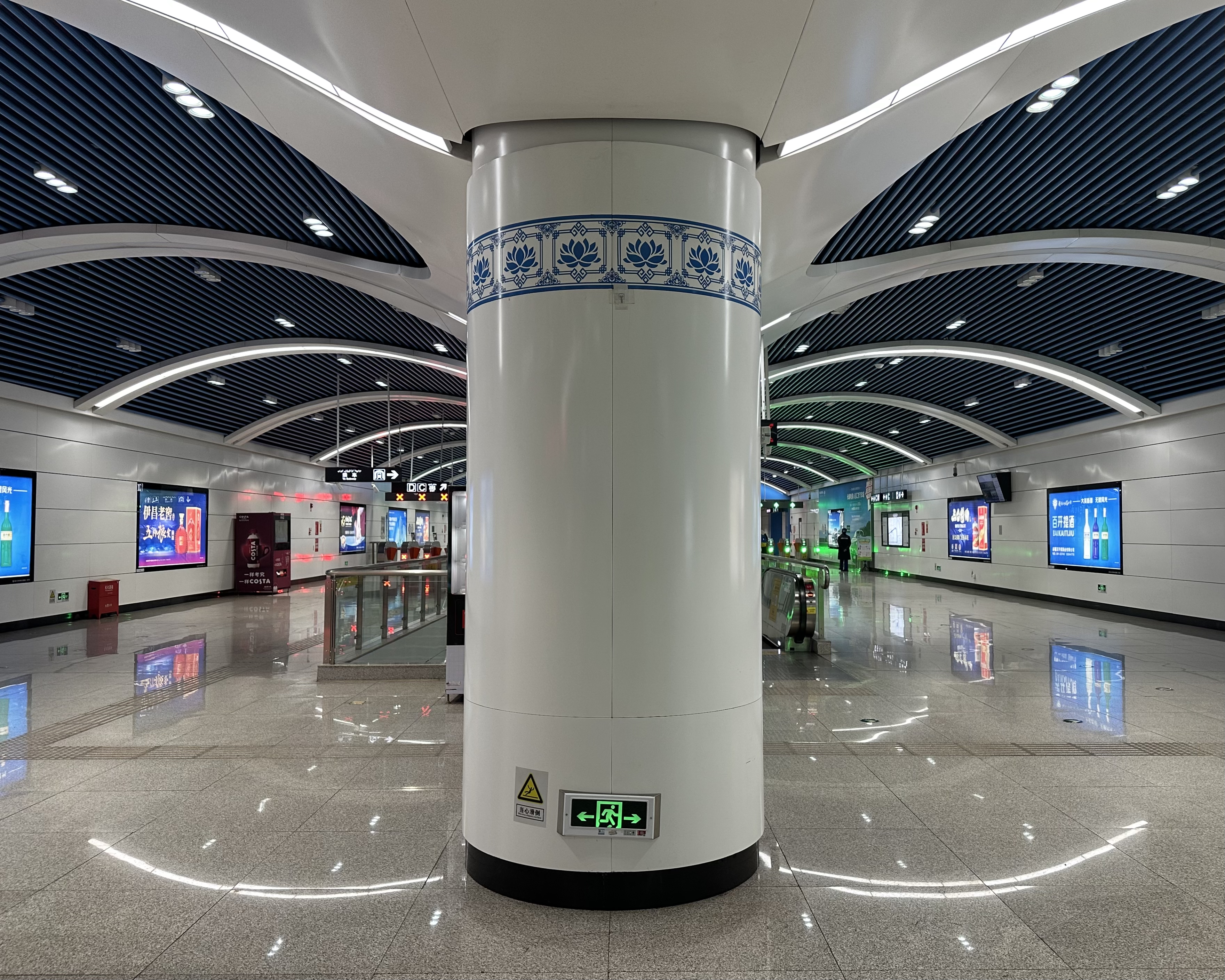
站厅

王家梁站沿昆仑路东西向设置，为地下二层岛式站台车站，车站长232.2米，宽20.1米，车站地下一层为站厅层，地下二层为站台层，站台设置全高站台门。
| 地面              | 出入口 | C、D出入口                                                                                                  |
| 地下一层          | 站厅   | 客服中心、自动售票机、验票机                                                                                |
| 地下二层          | 站台   | \| \| \| █ 1号线往国际机场（八楼） \| \| 島式 · 開左邊车门 \| \| \| \| \| \| █ 1号线往三屯碑（南湖北路） \| |
|                   |        | █ 1号线往国际机场（八楼）                                                                                   |
| 島式 · 開左邊车门 |        | |
|                   |        | █ 1号线往三屯碑（南湖北路）                                                                                 |

## 车站出口
王家梁站目前开放2个出入口，各出口及周围设施如下所示：
| 编号                | 出入口信息                               | 照片 | 无障碍设施 |
| ------------------- | ---------------------------------------- | ---- | ---------- |
| C · 出口 · （设有） | 昆仑路南侧，王家梁陶瓷市场               |      |            |
| D · 出口            | 昆仑路南侧，新疆维吾尔自治区高级人民法院 |      | 不適用     |
| 图例： 设有         |                                          |      |            |

## 接驳交通

### 公交车
- 王家梁：30路，59路，61路，63路，502路，535路，535路区间，913路，921路，6302路

## 车站历史
- 2019年6月28日，车站随1号线全线通车开通[1]。
- 2020年
  - 2月2日，受新冠疫情影响，车站暂停运营[3]。3月11日，车站恢复运营[4]。
  - 7月16日，受新冠疫情影响，车站暂停运营[5]。9月20日，车站恢复运营[6]。